# Перельман, Шмуэль
Шмуэль Перельман (10 января 1887, Минск — 29 ноября 1958, Тель-Авив) — израильский писатель, переводчик, редактор.

## Биография
Родился в семье Дова Перельмана и Сары Окунь — дочери раввина и главы иешивы Моше Окуня. Получил традиционное еврейское религиозное образование в хедере и иешиве. В 17 лет дебютировал как автор статей в «Хадор» и «Шилоах». В 1911 окончил Бернский университет со степенью доктора философии. Во время учёбы занимался переводами, в частности перевёл «Саломею» О. Уайльда для журнала «Ха-Меорер».
В 1914 был среди организаторов Всемирного сионистского конгресса в Вене.
В 1918 эмигрировал в Эрец-Исраэль. Редактировал газету «Ха-арец», до отъезда в 1921 в Берлин. В 1923 занимал должность редактора «Ха-Олам» в Берлине, с 1925 редактировал «Ха-Сефер» в Париже. В 1926—1932 жил в Бостоне, занимал должность декана и профессора местного еврейского колледжа.
В 1932 вернулся в Эрец-Исраэль. До 1939 редактировал еженедельник «Бустанай». В 1933 редактор «Доар ха-йом», в 1935 — «Ха-бокер». С 1944 руководил издательством «Двир».
Был первым редактором журнала «Бама» в Тель-Авиве, сыгравшего большую роль в развитии ивритского театра.